# Alberto Puig Gabarró
Alberto Puig Gabarró   (Barcelona, 1940 - juny 2023), conegut com a Tito Puig, fou un empresari i pilot de motonàutica, automobilisme i motociclisme català. Format al Reial Club Marítim de Barcelona, el 1961 guanyà el Gran Premi Costa del Sol en categoria CU, fou segon a la mateixa prova el 1962 i tercer el 1963 (en aquella ocasió, en DU). Fou també segon en DU al Trofeu Costa Brava de 1963. Guanyà el II Ral·li Motonàutic de Sant Jaume (1964) i un Campionat en la II Gran Prova de Resistència del Marítim (1965). Més tard, s'especialitzà en proves de resistència i participà en campionats europeus. En la seva faceta d'empresari, va fundar l'empresa Lanchas Rápidas y Yates, S.A., Laraya, constructora sota llicència de les llanxes Glastron, ben populars al litoral mediterrani durant anys. En vendre's l'empresa, va obtenir una participació a Tur Marine, l'empresa constructora de les llanxes Faeton.
Al mateix temps, al costat del seu cunyat Jaume Martínez (pare del pilot de Fórmula 1 Pedro Martínez de la Rosa) fou un assidu participant en tota mena de competicions automobilistes catalanes. Tots dos varen ser pioners del kàrting a Catalunya. Practicà també el motociclisme fora d'asfalt, tant el motocròs (participà, per exemple, en les 6 Hores de Cardedeu de 1969) com el trial, modalitat en què fou un dels pioners a la península Ibèrica: el 1964 participà en el I Trial del Tibidabo (prova antecessora del I Campionat de Catalunya) al costat de seu cunyat Jaume Martínez, Àlex Soler Roig, Ramon Torras, Pere Pi i Joan Soler Bultó entre d'altres.
Tito Puig era fill d'Alberto Puig Palau, el conegut «Tío Alberto» de la cançó de Serrat, i pare d'Alberto Puig, l'antic pilot de motociclisme que va destacar al Mundial de 500cc durant la dècada del 1990.